# 白馬之盟
白馬之盟是漢高祖劉邦在位時以殺白馬的方式與藩王、功臣等訂立的盟約。第一條，「國以永存，施及苗裔」。意思是只要國家政權還在，就保障功臣後人的爵位。第二條，「非劉氏而王者，天下共擊之，若無功上所不置而侯者，天下共誅之。」也就是說，非劉姓宗室成員，不得封諸侯王；沒有立下功勞，就不能封列侯。對於這樣的王侯，天下人可以一同討伐他。
劉邦消滅異姓王之後，只有長沙王吳臣因力量太小而倖免於難，劉邦不願意千辛萬苦的成果，被後代的外戚或權貴毀滅，刻意訂下此約定，希望劉氏江山長存。殺馬立誓，此為古代盟誓的方式之一，要殺牲取血，並用手指蘸血來塗在嘴上，以示恪守盟約。

## 起因
楚漢相爭時，漢王劉邦爲了打敗項羽，採取拉攏其他諸侯王的外交策略，從而打敗項羽取得天下，在戰後不得不與這些與他結盟諸侯王分享果實。而且在戰爭中，漢王劉邦迫於形勢又把手下一些戰功卓著的實力軍人封為諸侯王。這些諸侯王主要有：淮南王英布、燕王臧荼、長沙王吴芮、趙王張驁、韓王信、楚王韓信、梁王彭越。楚漢戰爭時，漢王劉邦僅是他們的盟主，並非嚴格意義上的「君臣」關係。
戰後劉邦稱帝，建立漢朝，但異姓王的國土幅员遼闊，而且又高度自治，而且這些異姓王國連成一片，劉邦的命令往往不被遵從，這點早在楚漢戰爭末期就已經出現端倪。實際上這些異姓諸侯王多對劉邦也是三心二意。因此劉邦稱帝之後，但對異姓諸侯王心存疑慮，害怕其謀反，危及自己的江山，於是着手消滅異姓王與功臣勢力。先是燕王臧荼造反，接著又有人舉報楚王韓信謀反，劉邦採納陳平之計將韓信由楚國擄至長安，降為淮陰侯，最後藉呂后之手斬殺韓信。
其後彭越、英布、韓王信、臧荼、盧綰等王皆一一被其削除。其將異姓諸王清滅後，劉邦吸取秦亡的教訓，又封自家的子侄為王，實行郡國制，以保劉氏江山穩固。然而，隨着呂后勢力日大，刘邦擔憂漢室江山被呂氏奪去，因此在其晚年與劉氏諸王殺白馬為盟，以策萬全。

## 後續
劉邦駕崩後，呂后要立諸呂為王，右丞相王陵以此加以反對，左丞相陳平、絳侯周勃顧全大局假意奉承表示呂后此舉並無不可，結果呂后大封諸呂為王，呂氏的諸侯王直至呂后死後被大臣們誅殺諸呂而廢。
新朝末年劉玄稱帝后恢復漢朝，再度分封异姓王，朱鮪以白馬之盟為由反對，但劉玄不聽。
終漢之世「非劉氏不王」這個祖訓除了在上述的三個時期以外，都被嚴格地遵守，因此可見此盟約對漢代皇帝的影響力還是比較大的。

## 廢止
東漢末年曹操稱魏王，並廢止白馬之盟，其後其子曹丕繼任魏王並最終代漢稱帝。

## 用處
白馬之盟的前一条是维护军功集团，后一条是维护刘氏皇权。从而解决皇帝与军功集团之间的利益平衡问题。汉初，他对维护刘氏皇权和国家政局的稳定起过重要的作用，吕后八年皇族与功臣联合诛除吕氏外戚。不过，随着时间的推移，两者都产生了相当的副作用。
前者本意是鞏固漢家天下，但卻因為過於依賴同姓王而使其坐大。漢文帝時，先後發生濟北王劉興居和淮南王劉長的叛變；而漢景帝時更發生了七國之亂。最終這些叛亂皆被平定，而景帝亦乘勝收回封國的官吏任免權，削弱了封國的實力。其後漢武帝頒行推恩令，同姓王的實力被大幅削弱，變成一種虛銜。結果劉邦白馬之盟的原意消失，只作為訓言留下。
后者在后来大大限制了国家对优秀人才的吸收，从而危及到国家的利益。比如汉初贾谊虽然有才，但却遭到功臣故旧们的集团排斥。自汉景帝开始以无功的外戚为列侯，稍稍打破这一原则。汉武帝时以丞相公孙弘为列侯，开非军功文臣为列侯这一先河。又推行推恩令，大批宗室子弟得以为列侯。西汉末，虽然军功可以为列侯，但已不是主要封侯徒径。

## 争议
史家一般認為劉邦在登上皇位後害怕被奪權，並為了使其後代不用受到功臣壓迫，因此剷除開國功臣，並訂立白馬之盟。大部分学者认为“白马之盟”真实存在，部分学者认为“白马之盟”系伪造。伪造说认为：白马之盟“一是订立的时间不详，二是不符合正规盟誓规范，三是没有思想基础，四是不为后人所遵守。种种迹象表明，‘白马之盟’极有可能是由功臣集团伪造的，功臣们伪造‘白马之盟’是为了给对付吕氏家族找一个合适的理由。”